# Danmarksserien 2021
La Danmarksserien 2021 è la 30ª edizione del campionato di football a 9, organizzato dalla DAFF.

## Squadre partecipanti
| Club                         | Città         | Stadio | Sponsor ufficiale | Risultato nella stagione 2020 |
| ---------------------------- | ------------- | ------ | ----------------- | ----------------------------- |
| Herning Hawks                | Herning       |        |                   |                               |
| Næstved Vikings/ Rønne Bears | Næstved/Rønne |        |                   |                               |
| Randers Thunder              | Randers       |        |                   |                               |
| Svendborg Admirals           | Svendborg     |        |                   |                               |
| Triangle Razorbacks II       | Vejle         |        |                   |                               |

## Stagione regolare

### Calendario

#### 1ª giornata
| Herning 23 maggio 2021, ore 14:00 | Herning Hawks | 47 – 0 referto | Svendborg Admirals | Herning Atletikstadion |

#### 2ª giornata
| Vejle 30 maggio 2021, ore 14:00 | Triangle Razorbacks II | 2 – 34 referto | Herning Hawks | Vejle Atletikstadion |

| Randers 30 maggio 2021, ore 14:00 | Randers Thunder | 18 – 36 referto | Næstved Vikings/ Rønne Bears | Thunder Field |

#### 3ª giornata
| Vejle 6 giugno 2021, ore 14:00 | Triangle Razorbacks II | 48 – 0 referto | Randers Thunder | Kirkebakkehallen |

#### 4ª giornata
| Svendborg 12 giugno 2021, ore 15:00 | Svendborg Admirals | 24 – 65 referto | Herning Hawks | Admirals Field |

#### 5ª giornata
| Næstved 19 giugno 2021, ore 14:00 | Næstved Vikings /Rønne Bears | 26 – 36 referto | Triangle Razorbacks II | SJSI Vikings |

#### 6ª giornata
| Svendborg 26 giugno 2021, ore 14:00 | Svendborg Admirals | 62 – 20 referto | Randers Thunder | Admirals Field |

#### 7ª giornata
| Vejle 14 agosto 2021, ore 14:00 | Triangle Razorbacks II | 50 – 6 referto | Næstved Vikings/ Rønne Bears | Kirkebakkehallen |

| Randers 14 agosto 2021, ore 14:00 | Randers Thunder | 76 – 32 referto | Svendborg Admirals | Thunder Field |

#### 8ª giornata
| Randers 28 agosto 2021, ore 14:00 | Randers Thunder | 0 – 24 referto | Herning Hawks | Thunder Field |

| Næstved 28 agosto 2021, ore 14:00 | Næstved Vikings /Rønne Bears | 68 – 22 referto | Svendborg Admirals | SJSI Vikings |

#### 9ª giornata
| Herning 4 settembre 2021, ore 14:00 | Herning Hawks | - – - (annullata) referto | Næstved Vikings/ Rønne Bears | Herning Atletikstadion |

| Svendborg 5 settembre 2021, ore 14:00 | Svendborg Admirals | 0 – 50 (a tavolino) referto | Triangle Razorbacks II | Admirals Field |

#### 10ª giornata
| Næstved 11 settembre 2021, ore 14:00 | Næstved Vikings /Rønne Bears | 54 – 6 referto | Randers Thunder | SJSI Vikings |

| Herning 12 settembre 2021, ore 14:00 | Herning Hawks | 12 – 46 referto | Triangle Razorbacks II | Herning Atletikstadion |

### Classifica
La classifica della regular season è  la seguente:
- PCT = percentuale di vittorie, G = partite giocate, V = partite vinte,  P = partite perse, PF = punti fatti, PS = punti subiti

| Pos. | Squadra                      | PCT   | G | V | N | P | PF  | PS  |
| ---- | ---------------------------- | ----- | - | - | - | - | --- | --- |
| 1    | Triangle Razorbacks II       | 1.000 | 6 | 6 | 0 | 0 | 268 | 71  |
| 2    | Herning Hawks                | .600  | 5 | 3 | 0 | 2 | 175 | 108 |
| 3    | Næstved Vikings/ Rønne Bears | .600  | 5 | 3 | 0 | 2 | 190 | 132 |
| 4    | Randers Thunder              | .167  | 6 | 1 | 0 | 5 | 120 | 256 |
| 5    | Svendborg Admirals           | .167  | 6 | 1 | 0 | 5 | 140 | 326 |

## Playoff

### Tabellone
|  | Semifinali | Semifinali                   | Semifinali |                              |    | Finale                 | Finale | Finale |  |
|  |            |                              |            |                              |    |                        |        |        |  |
|  | 1          | Triangle Razorbacks II       | 44         |                              |    |                        |        |        |  |
|  | 1          | Triangle Razorbacks II       | 44         |                              |    |                        |        |        |  |
|  | 4          | Randers Thunder              | 30         |                              |    |                        |        |        |  |
|  | 4          | Randers Thunder              | 30         |                              | 1  | Triangle Razorbacks II | 34     |        |  |
|  |            |                              |            |                              | 1  | Triangle Razorbacks II | 34     |        |  |
|  |            |                              | 3          | Næstved Vikings/ Rønne Bears | 42 |                        |        |        |  |
|  | 2          | Herning Hawks                | 3          | Næstved Vikings/ Rønne Bears | 42 | 0                      |        |        |  |
|  | 2          | Herning Hawks                |            |                              |    |                        |        |        |  |
|  | 3          | Næstved Vikings/ Rønne Bears | 6          |                              |    |                        |        |        |  |

### Semifinali
| Herning 18 settembre 2021, ore 14:00 | Herning Hawks | 6 – 24 referto | Næstved Vikings/ Rønne Bears | Herning Atletikstadion |

| Vejle 18 settembre 2021, ore 16:00 | Triangle Razorbacks II | 44 – 30 referto | Randers Thunder | Vejle Atletikstadion |

### XXIX Elming Bowl
| Vejle 25 settembre 2021, ore 17:00 | Triangle Razorbacks II | 34 – 42 referto | Næstved Vikings/ Rønne Bears | Vejle Atletikstadion |

## Verdetti
- Næstved Vikings/ Rønne Bears Vincitori dell'Elming Bowl 2021